# Mimudea thalalis
Mimudea thalalis là một loài bướm đêm trong họ Crambidae.